# Ubaena periculosa
Ubaena periculosa is een vlinder uit de familie nachtpauwogen (Saturniidae), onderfamilie Saturniinae.
De wetenschappelijke naam van de soort is voor het eerst geldig gepubliceerd door Darge & Terral in 1988.

## Type
Het holotype is een "male. 29.XI.1962. leg. E. Pinhey" en wordt bewaard in de Collectie van Ph. Darge Clénay, Ruffey les Echirey, Frankrijk. De typelocatie is Zambia, Mpika/Shiwa-Ngandu, Danger Hill, 5700 ft.